# 圖羅維奇
51°10′33″N 24°29′49″E / 51.17583°N 24.49694°E
圖羅維奇（烏克蘭語：Туровичі），是烏克蘭的村落，位於該國西部沃倫州，由科韋利區負責管轄，始建於1540年，面積1.12平方公里，海拔高度190米，2001年人口131，人口密度每平方公里117.49人。